# 阿布薩龍山
80°24′S 25°24′W / 80.400°S 25.400°W
阿布薩龍山（英語：Mount Absalom），是南極洲的山峰，位於科茨地，屬於沙克爾頓山脈中赫伯特山脈的一部分，海拔高度1,640米，在1957年由英聯邦探險隊繪入地圖，現時由南極條約體系管理。